# Alchemilla dasycrater
Alchemilla dasycrater es una especie de planta del género Alchemilla, perteneciente a la familia Rosaceae.

## Taxonomía
Alchemilla dasycrater fue descrita por Serguéi Yuzepchuk en 1951.

## Distribución
Se encuentra en el territorio de Europa Oriental.